# Saint-Jean-de-la-Rivière
Saint-Jean-de-la-Rivière – miejscowość i gmina we Francji, w regionie Normandia, w departamencie Manche.
Według danych na rok 1990 gminę zamieszkiwało 218 osób, a gęstość zaludnienia wynosiła 61 osób/km² (wśród 1815 gmin Dolnej Normandii Saint-Jean-de-la-Rivière plasuje się na 670. miejscu pod względem liczby ludności, natomiast pod względem powierzchni na miejscu 1003.).